# Ángel Suquía Goicoechea
Ángel Suquía Goicoechea (Zaldibia, Guipúscoa, 2 de outubro de 1916 — Donostia, 13 de julho de 2006) foi um sacerdote da Espanha, cardeal e arcebispo de Madrid, diocese na qual manteve o cargo como emérito. Era doutor em Teologia.
Recebeu sua formação religiosa, primeiro no seminário menor de Motrico (Guipúscoa) e depois no seminário de Vitoria-Gasteiz, sendo ordenado sacerdote em 1940 depois de regressar precipitadamente da Alemanha, ao começar da Segunda Guerra Mundial, onde estava estudando.
Desde 1941 foi membro ativo da Ação Católica. Em 1946 viajou para a Pontifícia Universidade Gregoriana em Roma, doutorando-se em 1949. Em 1951 foi nomeado professor do seminário vitoriano onde estudara, chegando à reitoria em 1955.
Foi também bispo da Diocese de Almeria (1966), da de Málaga (1969), arcebispo da Arquidiocese de Santiago de Compostela (1973) e em 1983 de Madrid-Alcalá, sendo criado cardeal em 1985, com o título de cardeal-presbítero de Grande Mãe de Deus. Foi presidente da Conferencia Episcopal Española de 1987 a 1993. Em 1986, foi eleito membro da Real Academia da História da Espanha e relacionou-se, ainda que não era membro, com a Opus Dei com a ocasião do processo de canonização do seu fundador, Josemaría Escrivá de Balaguer, em cuja causa canônica participou de ofício.

## Obras publicadas
- El cristiano ante una sociedad conflictiva. Edit. Palabra. Madrid, 2002. ISBN 84-7118-796-5
- Seguir a Cristo hoy: discursos y conferencias. Encuentro, D.L. Madrid, 1992. ISBN 84-7490-294-0
- Juan Pablo II y el hombre. Editorial Católica. Madrid, 1979. ISBN 84-220-0920-X